# رحلة إيطالية
رحلة إيطالية (بالألمانية: Italienische Reise) عمل أدبي بواسطة الأديب الألماني يوهان فولفغانغ فون غوته نشر للمرة الأولى عام 1816-1817. يصف فيه غوته رحلته إلى إيطاليا بين سبتمبر 1786 ومايو 1788. سافر غوته إلى إيطاليا عن طريق إنسبروك وممر برينر وزار بحيرة جاردا ومدينة فيرونا وفيتشنزا والبندقية وبولونيا وروما ونابولي وصقلية، وخلال رحلته هذه كتب عددا من الرسائل إلى اصدقاء له في ألمانيا واستخدم فيما بعد هذه الرسائل كأساس لكتابة عمله رحلة إيطالية.

## معرض صور

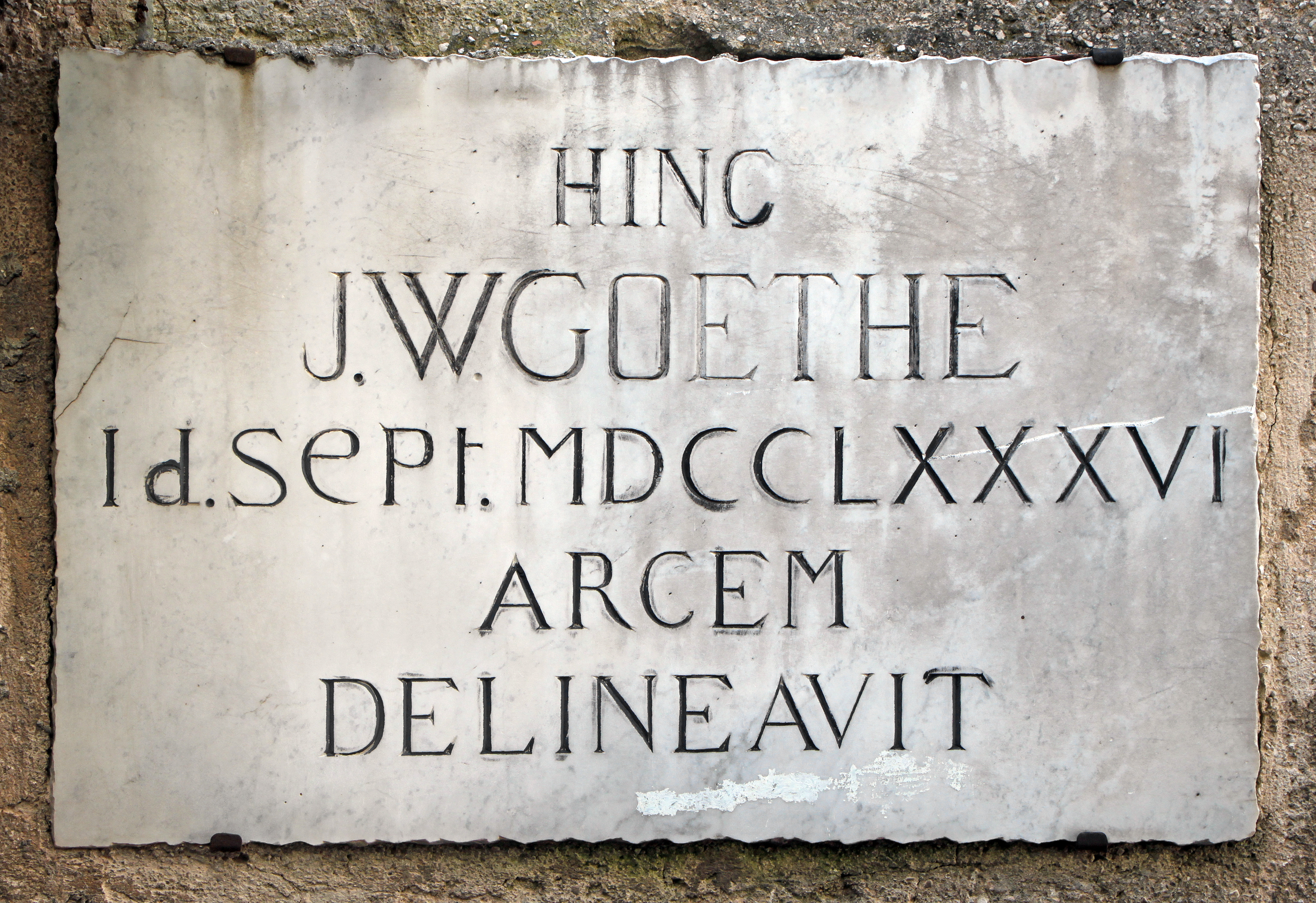
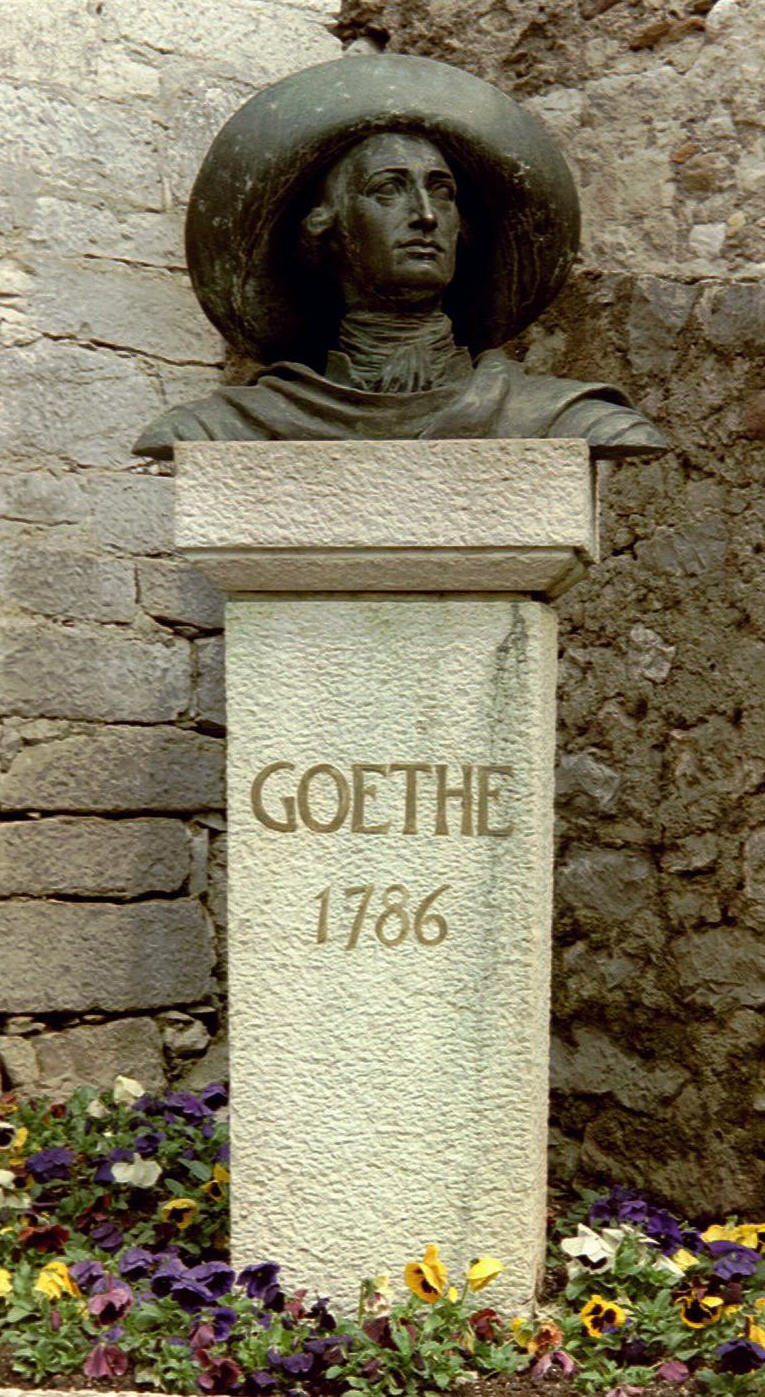
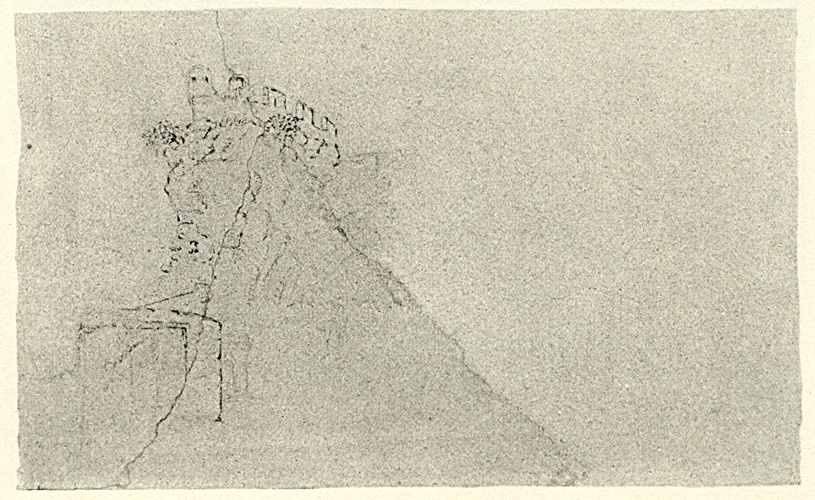
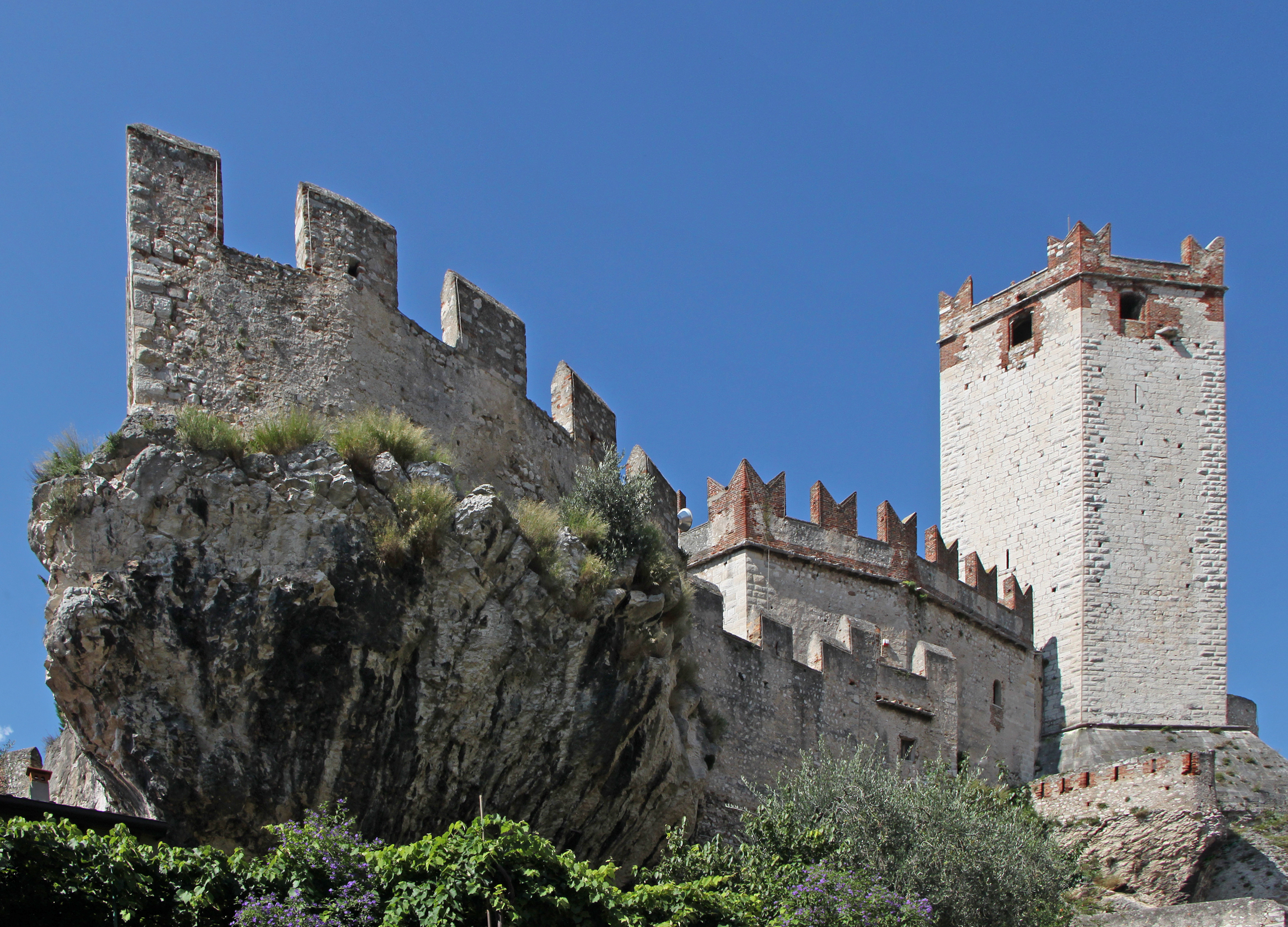

## وصلات خارجية
| - رحلة إيطالية، على أرشيف الإنترنت. - رحلة إيطالية، على مشروع جوتنبرج. - رحلة إيطالية، على كتب جوجل. | - رحلة إيطالية، على مكتبة جامعة هارفارد. - رحلة إيطالية، على مكتبة جامعة ميشيغان. - رحلة إيطالية، على مكتبة جامعة كورنيل. |  |